# Люблю (поэма)
«Люблю» — поэма Владимира Маяковского, над которой поэт работал с ноября 1921 по февраль 1922 года. Она посвящена Лиле Брик, главной музе поэта.

## История создания
Поэма «Люблю» писалась параллельно с автобиографией Маяковского «Я сам». Впервые была напечатана в 1922 году рабочим издательством «Арбейтергейм», во время пребывания Маяковского в Риге. Издательство выпустило два издания поэмы, первое из которых было конфисковано полицией.

## Значение поэмы
По мнению многих критиков, поэма «Люблю» — самая светлая в творчестве Владимира Маяковского. Её разительное отличие от других его произведений в том, что в ней практически нет места мрачным размышлениям и грусти, а если таковые прорываются, то лишь с целью подчеркнуть возвышенную и пафосную лирику поэта.

А я ликую.
Нет его -
ига!
От радости себя не помня,
скакал,
индейцем свадебным прыгал,
так было весело,
было легко мне.

## Структура
Структура поэмы «Люблю»:
1. Обыкновенно так
2. Мальчишкой
3. Юношей
4. Мой университет
5. Взрослое
6. Что вышло
7. Зову
8. Ты
9. Невозможно
10. Так и со мной
11. Вывод